# القوات البحرية السنغافورية
جمهورية سنغافورة البحرية ( RSN ) هي الفرع البحري للقوات المسلحة السنغافورية (SAF) ، وهي مسؤولة عن الدفاع عن سنغافورة ضد التهديدات البحرية وحماية خطوط اتصالاتها البحرية . تعمل في المياه الساحلية المزدحمة لمضيق سنغافورة ، وتعتبر على نطاق واسع واحدة من أكثرها القوات البحرية تعقيدًا وتدريبًا عالي في المنطقة. وتقوم بعمليات منتظمة مع البحرية الملكية الماليزية والبحرية الإندونيسية لمكافحة القرصنة والتهديدات الإرهابية. لتوفير المراقبة الجوية للبحرية االسنغافورة ، تعمل أيضًا بشكل مشترك على تشغيل طائرات دوريات بحرية مع نظرائها من القوات الجوية الملكية السعودية لضمان أمن أحد أكثر الممرات المائية ازدحامًا في العالم.
على الرغم من صغر حجمها عدديًا مقارنة بجيرانها الأكبر حجمًا من حيث الحمولة واحتياطيات القوى البشرية، إلا أنها تسعى إلى الحفاظ على تفوق نوعي على أي خصم من خلال تطبيق تقنيات جديدة وتعزيز التحالفات مع القوات البحرية خارج المنطقة  وتجري تدريبات ثنائية منتظمة مع الولايات المتحدة و الصين  والهند و أستراليا  ونيوزيلندا.
في عام 2018 ، تم الإعلان عن خطط لشراء سفينة قتالية متعددة الأدوار والتي ستعمل كسفينة أم للأسلحة الغير المأهولة ، وسفينة مشتركة متعددة المهام ستسهل دعمًا أفضل للإغاثة في حالات الكوارث وقدرة طيران أكبر مقارنة بصهاريج سفن الإنزال الحالية من فئة التحمل ، مما أدى إلى تكهنات بأنها يمكن أن تعمل بشكل فعال كحاملة مروحية خفيفة.
جميع السفن المفوضة لها بادئة RSS التي تعني جمهورية سنغافورة .

## الماهم
يرتبط الاقتصاد والدفاع ارتباطًا وثيقًا ... نحتاج إلى فتح الممرات البحرية المؤدية إلى سنغافورة ؛ ومن ثم فإن البحرية القادرة أمر بالغ الأهمية.
"- رئيس الوزراء المؤسس لي كوان يو
كدولة جزرية ، تشكل البحرية جزءًا من خط الدفاع الأول لسنغافورة. أهداف مُهمتها المعلنة هي:
- حماية خطوط الاتصالات في سنغافورة والمساهمة في السلام والأمن الإقليميين.
- في السلام ، الحافظ على المراقبة المستمرة لمضيق سنغافورة لمنع عمليات السطو البحري والقرصنة والإرهاب والتوغلات غير المرغوب فيها.
- في الحرب ، العمل على تحقيق نصر سريع وحاسم على أي عدو في البحر.
- ممارسة الدبلوماسية من خلال التدرب مع القوات البحرية الأجنبية والمشاركة في العمليات الدولية لدعم السلام والمساعدة الإنسانية والإغاثة في حالات الكوارث.

## التاريخ

### الحقبة الاستعمارية
تعود أصول بحرية جمهورية سنغافورة إلى البحرية الملكية في ثلاثينيات القرن الماضي بمركبتي دورية فقط. تم إنشاء احتياطي المتطوعين للبحرية الملكية في المضيق في 20 أبريل 1934 وفي عام 1941 أصبح القسم السنغافوري من محمية المتطوعين الملايو خلال الحرب العالمية الثانية .

#### الاندماج مع ماليزيا
في عام 1948 ، رفعت الحكومة السنغافورية القوة الماليزية ومنحت لاحقًا لقب البحرية الملكية الماليزية في عام 1952 تقديراً لخدماتها في العمل أثناء طوارئ الملايو .
في 16 سبتمبر 1963 ، تم قبول سنغافورة كدولة من ماليزيا بموجب شروط الكونفدرالية وتمت إعادة تسمية البحرية الملكية الماليزية باسم البحرية الملكية الماليزية . تم نقل قسم سنغافورة من احتياطي المتطوعين في البحرية الملكية الماليزية رسميًا من قيادة البحرية الملكية إلى البحرية الماليزية في 22 سبتمبر 1963 ، ليصبح قوة سنغافورة للمتطوعين.

### استقلال سنغافورة
في 9 أغسطس 1965 ، انفصلت سنغافورة عن ماليزيا لتشكيل جمهورية مستقلة. أصبحت قوة التطوع السنغافورية (SVF) القوة البحرية الفعلية للدولة الجديدة ، على الرغم من أنها ظلت تحت قيادة البحرية الملكية الماليزية. بقيت ثلاث سفن في سنغافورة بعد الانفصال: KD <i id="mwZw">Singapura</i> ، سافينة ألغام يابانية؛ KD Bedok ، زورق دورية من ماليزيا ؛ و KD Panglima ، زورق دورية سابق للبحرية الملكية تم بناؤه في عام 1956. بالاتفاق مع الحكومة الماليزية ، تم نقل Panglima في عام 1965 ، وفي 1 فبراير 1966 ، أصبحت SVF تحت قيادة سنغافورة وأصبحت قوة المتطوعين البحرية السنغافورية (SNVF) ، مع إعادة تكليف Singapura و Bedok كسفن جمهورية سنغافورة (RSS ) ؛ السابق بمثابة مقر عائم.